# Индолил-3-масляная кислота
Индолил-3-масляная кислота или ИМК (1Н-Индол-3-бутановая кислота, ИБК) твердое кристаллические вещество от белого до бледно-желтого цвета с молекулярной структурой кристаллического твердого вещества, с молекулярной формулой C12H13NO2. Температура плавления составляет 125 °C (при атмосферном давлении). При дальнейшем нагревании разлагается (до кипения).
ИМК является фитогормоном из класса ауксинов; входит в состав стимуляторов корнеообразования в ряде коммерческих садовых средств.

## Фитогормон
Поскольку ИМК не растворима в воде, её обычно растворяют в 75% или чистом этаноле.
Для использования в качестве стимулятора роста растений спиртовой раствор разводят в воде до концентрации 1—5%.
ИМК также доступна в виде соли (например, калиевой)[какой?], которая хорошо растворяется в воде.
Раствор следует хранить в прохладном, темном месте.
Соединение получают исключительно синтетическими методами; однако, сообщалось, что комплекс был выделен из листьев и семян кукурузы и других видов. Показано, что в кукурузе ИМК синтезируется in vivo, при этом ИУК и ряд других соединений являются предшественниками. Также известно, что ИМК может быть выделена из представителей рода Salix (ива).

## Культура тканей растений
В культуре растительных клеток ИМК и другие ауксины используются, чтобы инициировать образование корней (ризогенез) в пробирке, в ходе так называемого микроклонального размножения. Микроклональное размножение растений представляет собой процесс использования эксплантов растений и воздействия на них таким образом, чтобы инициировать рост дифференцированных или недифференцированных клеток. В частности для инициации клеточных делений и образования клеточной массы (каллус) используются фитогормоны (цитокинины, такие как кинетин; ауксины, как ИМК). Формирование каллуса часто используется в качестве первого шага в процессе микроклонального размножения. После формирования каллуса инициируют образование других тканей; так например, для инициации образования корней требуется воздействие повышенных концентраций ауксинов. Образование корней из экспланта со стадией каллуса обозначается как непрямой органогенез; с другой стороны формирование корней непосредственно из экспланта представляет собой пример прямого органогенеза.
В исследовании проведенном на чайном кусте (Camelia sinensis) сравнивалась эффективность корнеобразования при действии трёх различных ауксинов: ИМК, ИУК и НУК. По результатам работы было показано, что для данного вида ИМК является наиболее сильным стимулятором ризогенеза по сравнению с другими ауксинами. Подобный результат согласуется с исследованиями для других видов, в связи с этим ИМК чаще других ауксинов используется для стимуляции корнеообразования.

## Механизм действия
Точный механизм действия ИМК не известен, ряд генетических данных показывает, что ИМК в растении превращается в ИУК (гетероауксин) в ходе реакции близкой к β-окислению жирных кислот. Предполагается, что ИМК представляет собой запасную форму ИУК в растении. Другие факты говорят о том, что ИМК не конвертируется в ИУК, а непосредственно связывается с рецепторами и обеспечивает эффекты независимо от ИУК.